# موش تانزومی

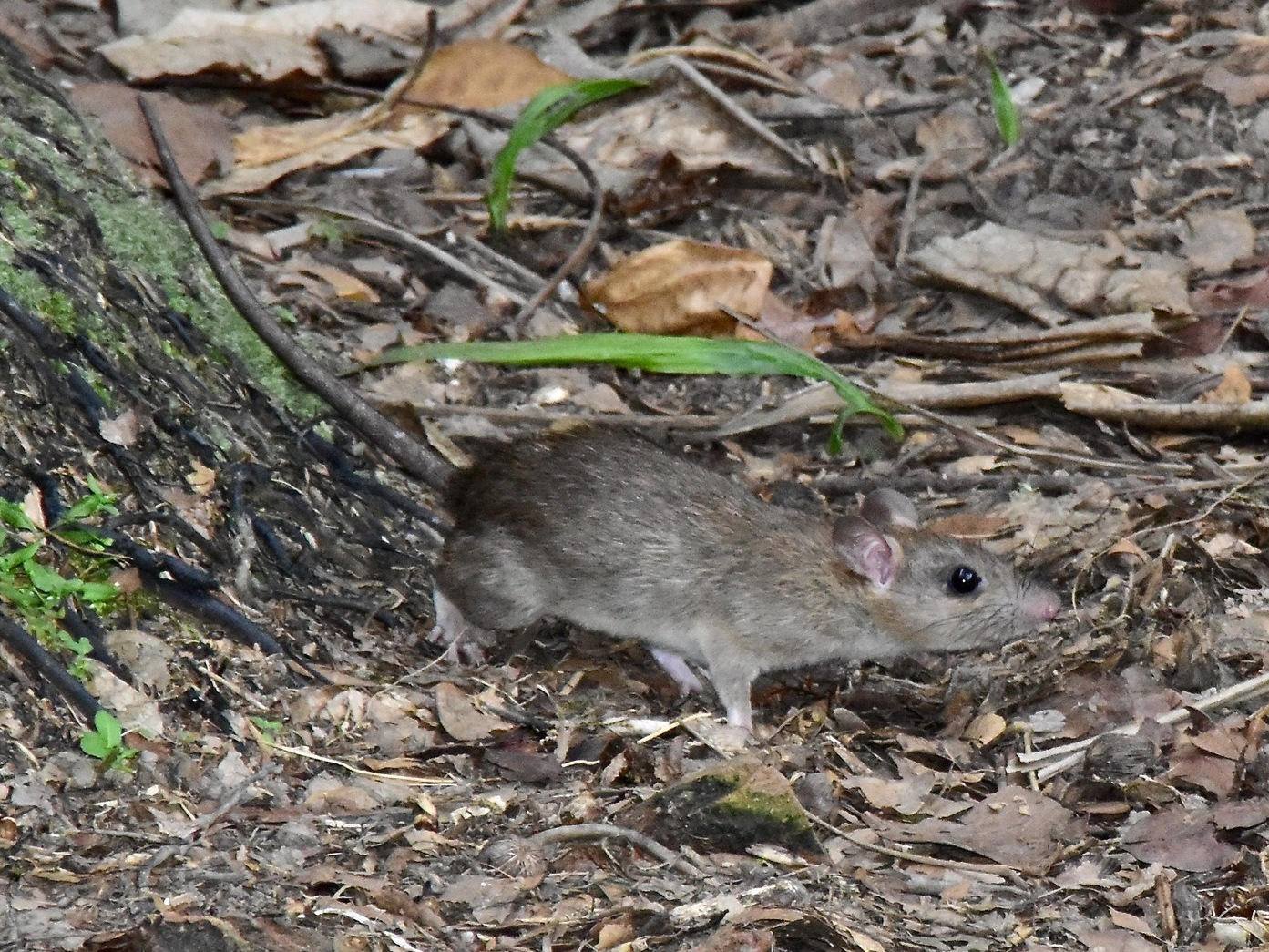
موش صحرایی تانزومی در جنگل فیلیپین.

موش تانزومی (نام علمی: Rattus tanezumi) نام یک گونه از سرده موش صحرایی است.